# Daniil Aldoshkin
Daniil Alexéyevich Aldoshkin –en ruso, Даниил Алексеевич Алдошкин– (Kolomna, 19 de junio de 2001) es un deportista ruso que compite en patinaje de velocidad.
Participó en los Juegos Olímpicos de Pekín 2022, obteniendo una medalla de plata en la prueba de persecución por equipos (junto con Serguei Trofimov y Ruslan Zajarov).

## Palmarés internacional
| Juegos Olímpicos | Juegos Olímpicos | Juegos Olímpicos | Juegos Olímpicos        |
| Año              | Lugar            | Medalla          | Prueba                  |
| ---------------- | ---------------- | ---------------- | ----------------------- |
| 2022             | Pekín (China)    | Medalla de plata | Persecución por equipos |